# Itapecerica da Serra (tiểu vùng)
Itapecerica da Serra là một tiểu vùng thuộc bang São Paulo, Brasil. Tiều vùng này có diện tích 1463 km², dân số năm 2007 là 809400 người.